# 亨德里克·阿弗坎普

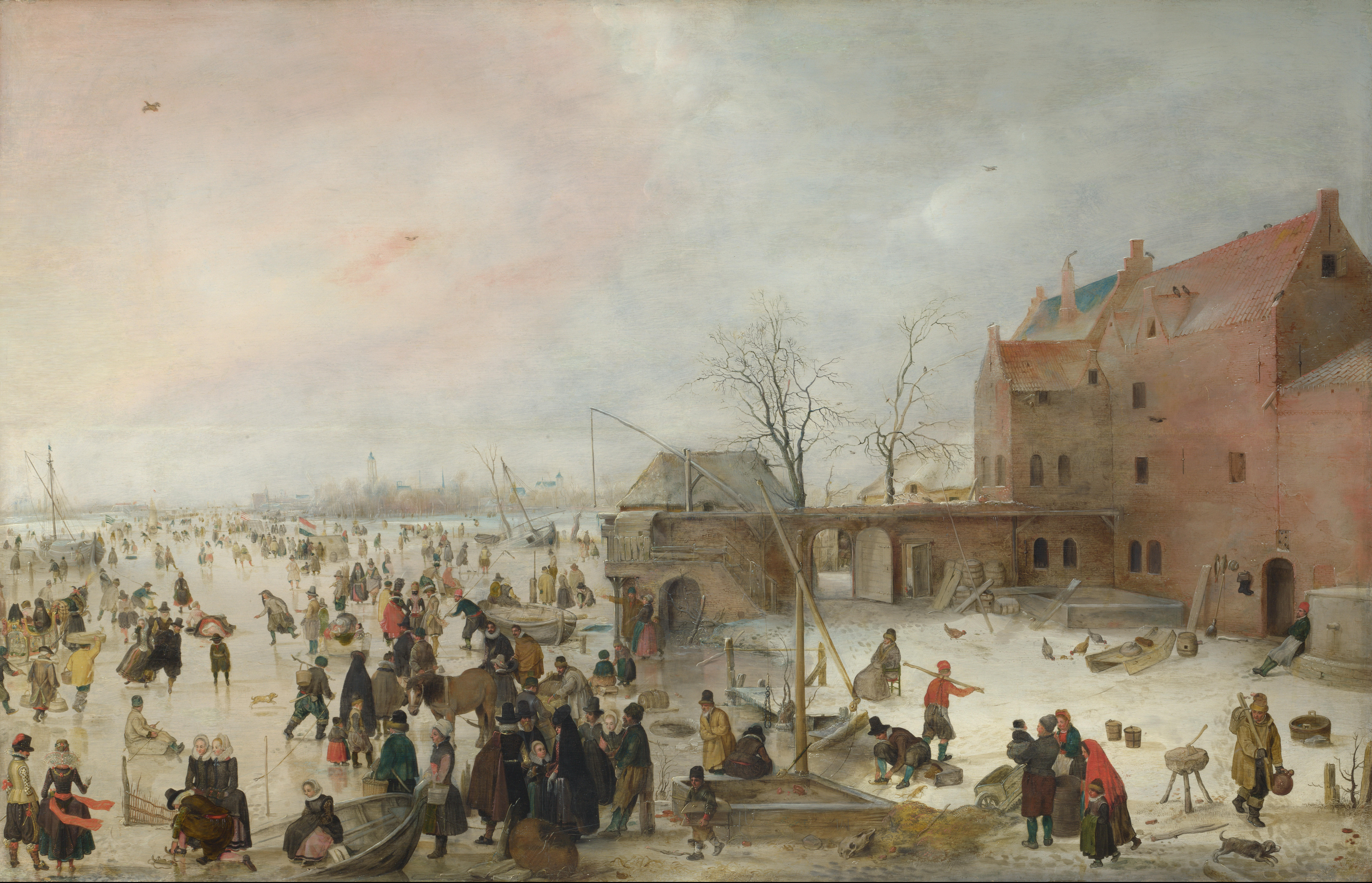
冰上的場景

亨德里克·阿弗坎普（荷蘭語：Hendrick Avercamp，1585年—1634年5月15日）是荷蘭黃金時代的畫家，以冬季風景畫著名，例如『冰上的場景』等。